# フンデ
フンデ（フランス語: Houndé）ブルキナファソの上流域地方の都市である。トゥイ県の県都である。

## 交通

### 道路
- 国道1号線 (ブルキナファソ)（フランス語版）

### 空港
- フンデ空港（英語版）